# Obeza floridana
Obeza floridana är en stekelart som först beskrevs av William Harris Ashmead 1888.  Obeza floridana ingår i släktet Obeza och familjen Eucharitidae. Inga underarter finns listade i Catalogue of Life.